# Бея (река)
Бея (хак. Пии) — река в южной части Южно-Минусинской котловины, правый приток р. Абакан.

## Этимология
Название реки Бея также как название реки Бия восходит к самодийскому би — «вода, река».

## Описание
Длина 71 км (от истока р. Бея Катаморская), пл. водосбора 470 км². Протекает по территории Бейского района. Абс. выс. истока 675 м, устья — 295 м. Бея имеет 15 притоков, наиболее крупный — р. Дехановка (25 км), р. Бея Романова (10 км), ручьи Катамор (17 км), Серебряный (5 км). Верховья рек имеют горный характер, площадь горной части водосбора — около 160 км². В низовьях Бея имеет широкую долину, выходя в неё через всхолмленную часть Койбальской степи (широкие гряды с невысокими крутыми склонами, т. н. «Бейские щеки»). Средний годовой сток — 32,0 млн м³. В годовом ходе водного режима наблюдаются весеннее половодье (до 50 % год. стока), летне-осенние дождевые паводки, летне-осенняя и зимняя межень. Средний многолетний расход воды у с. Бея — ок. 1 м³/с, ниже по течению водность реки уменьшается в результате интенсивного водопотребления на с.-х. нужды (3,5 млн м³/год), составляющего 11 % год. стока. Ихтиофауна: хариус, пескарь, плотва.

## Данные водного реестра
По данным государственного водного реестра России относится к Енисейскому бассейновому округу, водохозяйственный участок реки — Енисей от Саяно-Шушенского г/у до впадения реки Абакан, речной подбассейн реки — Енисей между слиянием Большого и Малого Енисея и впадением Ангары. Речной бассейн реки — Енисей.